# Белая пустыня
Бе́лая пусты́ня (араб. الصحراء البيضاء) — относительно небольшой участок на востоке пустыни Сахара площадью примерно 300 км². (10 км x 30 км), лежащий по дороге между оазисами Бахария и Фарафра. Расстояние от Каира до Белой пустыни 500 км.
Белая пустыня известна причудливыми меловыми карстовыми образованиями. Много миллионов лет назад здесь было дно океана, и белая порода — это останки морских микроорганизмов. Песок в этих местах смешан с кварцем и разными породами черного пирита. За века ветер и пески превратили бывшее дно моря в подобие поверхности какой-то другой планеты.
С 2002 года Белая пустыня объявлена национальным парком Египта.